# Sainte-Hélène-sur-Isère
Sainte-Hélène-sur-Isère ist eine französische Gemeinde mit 1.227 Einwohnern (Stand: 1. Januar 2022) im Département Savoie in der Region Auvergne-Rhône-Alpes. Sainte-Hélène-sur-Isère gehört zum Kanton Albertville-2 im Arrondissement Albertville und ist Mitglied im Gemeindeverband Communauté de communes de la Haute Combe de Savoie.

## Geografie
Sainte-Hélène-sur-Isère liegt etwa 31 Kilometer ostnordöstlich von Chambéry und etwa neun Kilometer südwestlich von Albertville an der Isère. Umgeben wird Sainte-Hélène-sur-Isère von den Nachbargemeinden Saint-Vital und Frontenex im Norden, Notre-Dame-des-Millières im Osten und Nordosten, Saint-Paul-sur-Isère im Osten und Südosten, Bonvillard im Süden, Aiton im Südwesten sowie Montailleur im Westen und Nordwesten.
Durch die Gemeinde führt die Autoroute A430.

## Bevölkerungsentwicklung
| Jahr                       | 1954 | 1962 | 1968 | 1975 | 1982 | 1990 | 1999 | 2006 | 2018 |
| -------------------------- | ---- | ---- | ---- | ---- | ---- | ---- | ---- | ---- | ---- |
| Einwohner                  | 660  | 635  | 600  | 620  | 645  | 859  | 993  | 1082 | 1182 |
| Quellen: Cassini und INSEE |      |      |      |      |      |      |      |      |      |

## Sehenswürdigkeiten
- Schloss Sainte-Hélène, als Wehrhaus im 13. Jahrhundert erbaut, im 17. Jahrhundert umgebaut

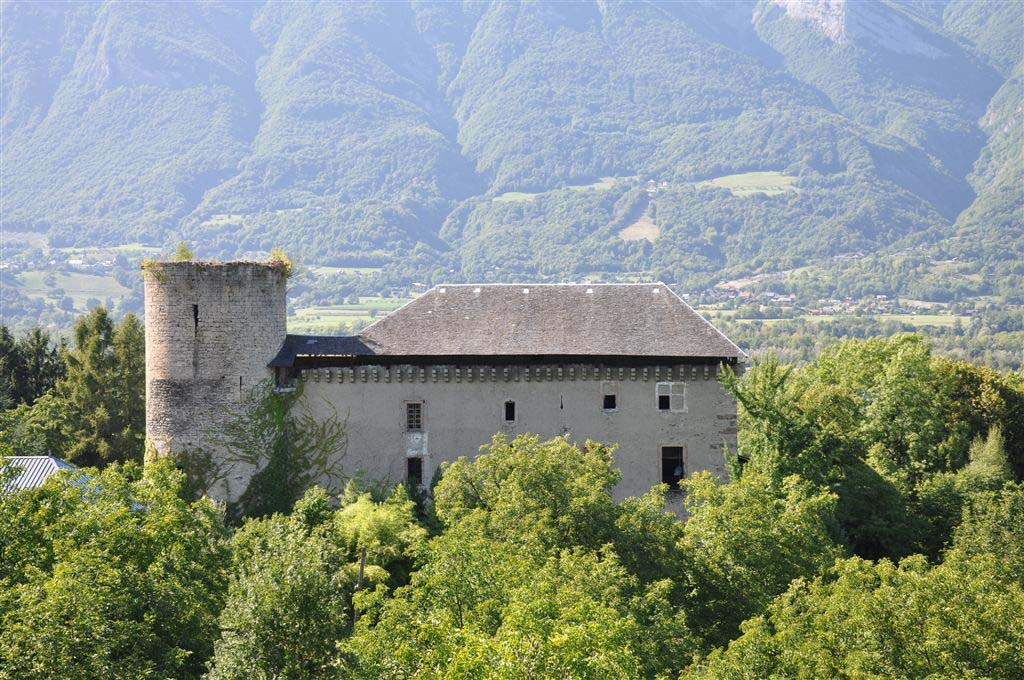
Schloss Sainte-Hélène

## Persönlichkeiten
- Bonifatius von Savoyen (1206/07–1270), Erzbischof von Canterbury